# 保科百助

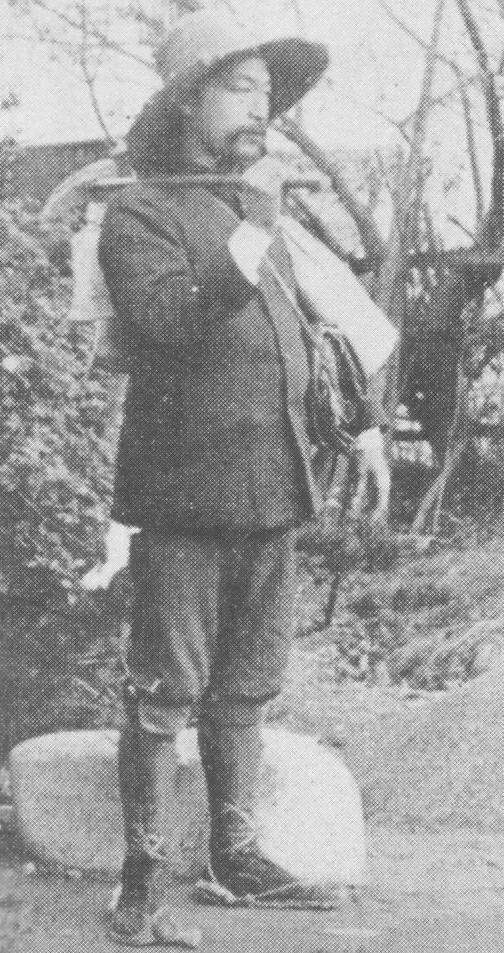
保科百助

保科 百助（ほしな ひゃくすけ、1868年7月27日（慶応4年6月8日） - 1911年（明治44年）6月7日）は日本の教育者、鉱物学者。「にぎりぎん式教育」を提唱した。号は蜻洲（せいしゅう）、後に五無斎（ごむさい）。

## 経歴
長野県北佐久郡山部村（後に横鳥村、現・立科町）出身。1891年（明治24年）に長野県師範学校を卒業後、県内の小学校で教師、校長を歴任するかたわら、趣味で鉱物標本の採集を行っていた。この頃、蜻洲の号を使用し始めたが、これは3年程度で使用しなくなっている。
1895年（明治28年）、武石村下本入（現上田市武石下本入）産の緑簾石を発見。さらに浦里村越戸（現上田市北西部および青木村大字当郷）産の玄能石を発見した。
武石尋常小学校（現・上田市立武石小学校）校長を務めていた1896年（明治29年）、採集した緑簾石や玄能石などを、理学士・比企忠の紹介で『日本地質学雑誌』に標本目録を発表する。東京帝室博物館（現・東京国立博物館）へ緑簾石、玄能石の標本の献納も行った。玄能石は学会に反響を呼び、保科の元には多くの学者・学生が訪れるようになる。その中で、理学博士の神保小虎とも出会い、教えを請うようになった。しかし1897年（明治30年）、保科は神保に、高等数学を修めなければ鉱物学の研究者としては一人前足り得ないことと、師範学校で教えられていた（つまり、保科が学んできた）地学は、地学を専門に教わっていない代用教員によって教えられている、いわば「まがい物」であることを説かれる。神保はけして保科を軽く見てこうした発言をしたのではなかった（神保は、自分の鉱物学教室の列品室に人を案内するときは、保科の標本と肖像写真を指して「これは保科という信州の男で、この標本を独力で採集した、感心な男です」と語るのが常であったという）が、保科にとってこれは大きなショックであり、研究者の道は諦めて採集家に徹することを決めることになる。
また、この頃から「五無斎」の号を使用するようになった。この号については、林子平の「六無斎」という号にならったとも、鉱物採集に出かけた先でわらじが切れてしまい、そばの茶店で買おうとしたところ手持ちが僅かに足りず、店の主人が値をまけてくれないことから「おあしなし わらじなしには 歩けなし おまけなしとは お情もなし」と狂歌を詠んだことに由来するとも言われている。
1898年（明治31年）、武石小学校生徒の保護者に配布していた「武石学校新聞」が新聞紙条例違反だとして告発され、有罪判決を受ける。
1899年（明治32年）、上水内郡の尋常高等小学校校長に就任したが、被差別部落の生徒とその他の生徒を同じ教室で学ばせるなど部落差別撤廃を実践したことが村民の不興を買い、翌年に北佐久郡へ配置転換させられる。この後、保科は1903年（明治36年）までの間、その村に出入り禁止とされていた。
北佐久赴任が内定した保科は、それまで地元が陳情しつづけてきた蓼科高等小学校・蓼科実業補習学校（現・長野県蓼科高等学校）の設立を手土産とし、両校の校長に就任することになる。同地では住民の信望を集めたが、翌1901年（明治34年）、「10年間、教員として、人の子を損ないたること少なからず」として両校の校長を辞職。この辞職の詳細な事情については諸説あるが、前述の神保との対話から、自分も「まがい物」の教育をしてきたのではないかと悩んでいたのではないかといわれている。
1903年（明治36年）、鉱物標本を皇太子（後の大正天皇）に献納する。同年、貧しさから進学できなかった人間を主に対象とした私塾・保科塾を開塾。半年で140人余りの塾生を抱えるほど発展したが、1906年（明治39年）、突然に閉鎖。閉鎖の理由に関しては諸説あるが、数学の教師が保科に無断で退職したことが引き金だったといわれている。
1907年（明治40年）、筆墨の行商を始める。そのかたわらで、図書館の必要性と書籍の寄贈を説いてまわった。この時自らの蔵書も率先して全て寄贈している。こうして誕生した信濃図書館（現・県立長野図書館）は、保科の行動の甲斐あり、わずか400円の創立費で、当時地方にあった図書館としては最大級の蔵書量を持っていた水戸図書館（創立費12000円）を上回る約3万冊の蔵書を得ていた。
同年、衆議院議員補欠選挙に立候補するが大差で落選。翌1908年（明治41年）も総選挙に立候補し、やはり落選した。同年11月、週刊新聞『信濃公論』を創刊。1910年（明治43年）12月まで発行する。
1909年（明治42年）、「にぎりぎん式教育論」を提唱。「テストを重視するのではなく、例えば地学の授業であれば生徒を実際の鉱物に触れさせるなどし、自主的に考えさせるべきである。教師はその間握り金玉（にぎりぎんたま）でもしていればよい」という趣旨であったが、あまり受け入れられなかった。
1911年（明治44年）6月7日、脳動脈栓塞のため死去。墓所は立科町の津金寺。1912年（明治45年）5月、同寺に「五無斎保科百助碑」建立。1913年（大正2年）7月には、長野市の加茂神社にも碑が建立された。

## 奇人としての保科
真冬に麦わら帽を被り、すり切れた赤毛布をコート代わりに羽織るという珍妙な出で立ちで街を歩き、傍若無人な毒舌演説を繰り返すことで、奇人としても当時の長野県下で名前が通っていた。特に演説は「ゴムの悪口演説」として、賛否はともかく聞きに来るものも多かったという。
1904年（明治37年）、読売新聞が募集した「奇人百種」では保科を紹介した文が一等に入選している。なお、これの投稿者は不明（これについては、横山健堂が聞き書きしたものではないかという説がある）。
また、保科には狂歌という趣味があり、中でも、1906年（明治39年）に刊行した狂歌集『よいかかをほしな百首け』は、「嫁が欲しい」という内容を面白おかしく歌った狂歌ばかりを百首集めたものであり、教育者としての保科とのギャップもあって周囲を当惑させた。

## フィクションの中の保科
保科を主人公にした小説として、横田順彌『五無斎先生探偵帳』（インターメディア出版、2000年）がある。
また、実話を基にした新田次郎『聖職の碑』（講談社）に登場する赤羽校長は保科に刺激を受け、「実践主義教育」として反映させている。